# Liste der Biografien/Jap
Liste der Biografien |
Portal Biografien |
Personensuche
# |
A |
B |
C |
D |
E |
F |
G |
H |
I |
J |
K |
L |
M |
N |
O |
P |
Q |
R |
S |
T |
U |
V |
W |
X |
Y |
Z |
?
 
Ja |
Jb |
Jd |
Je |
Jh |
Ji |
Jj |
Jl |
Jn |
Jm |
Jo |
Jp |
Jr |
Js |
Jt |
Ju |
Jv |
Jw |
Jy
 
Jaa |
Jab |
Jac |
Jad |
Jae |
Jaf |
Jag |
Jah |
Jai |
Jaj |
Jak |
Jal |
Jam |
Jan |
Jao |
Jap |
Jaq |
Jar |
Jas |
Jat |
Jau |
Jav |
Jaw |
Jax |
Jay |
Jaz

## Jap
Die Liste der Biografien führt alle Personen auf, die in der deutschsprachigen Wikipedia einen Artikel haben. Dieses ist eine Teilliste mit 30 Einträgen von Personen, deren Namen mit den Buchstaben „Jap“ beginnt.
- Jap Tjoen San, Linda (* 1977), niederländische Schachspielerin

### Japa
- Japanese Breakfast (* 1989), koreanisch-US-amerikanische Musikerin und SchriftstellerinJapanese Breakfast (* 1989)

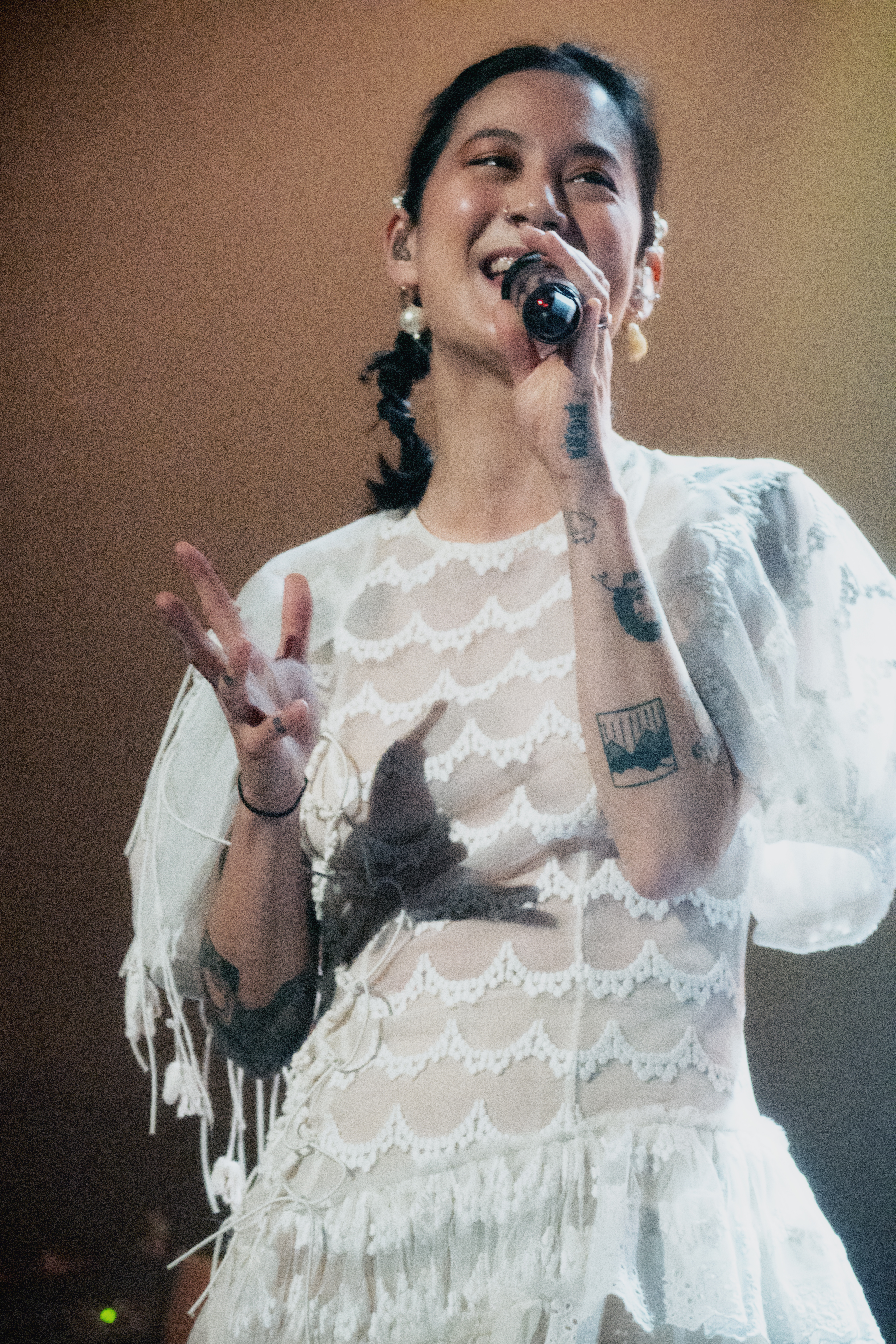
Japanese Breakfast (* 1989)

- Japarow, Dmitri Semjonowitsch (* 1986), russischer Skilangläufer
- Japart, Jean, franko-flämischer Komponist und Sänger der frühen Renaissance

### Jape
- Jape Kong Su (1924–2022), australisch-osttimoresischer Geschäftsmann
- Jape, Mijndert (* 1932), niederländischer Lautenist, Gitarrist und Musikhistoriker
- Jäpel, Denis (* 1998), deutscher Fußballspieler

### Japh
- Japha, Arnold (1877–1943), deutscher Arzt, Anthropologe und Zoologe
- Japha, Felix (1875–1942), deutscher Kaufmann und Förderer Königsbergs
- Japha, George (1834–1892), deutscher Violinist
- Japha, Louise (1826–1910), deutsche Pianistin und Komponistin
- Japha, Minna (1828–1882), deutsche Malerin
- Japhet, Sara (1934–2024), israelische Bibelwissenschaftlerin und Hochschullehrerin

### Japi
- Japicx, Gysbert (1603–1666), niederländisch-friesischer Schriftsteller der Renaissance
- Japin, Arthur (* 1956), niederländischer Schriftsteller, Schauspieler und Drehbuchautor

### Japp
- Japp, Francis (1848–1925), britischer Chemiker
- Japp, Klaus Peter (* 1947), deutscher Soziologe und Politologe
- Japp, Miriam (* 1968), deutsch-schweizerische Schauspielerin
- Japp, Stephanie (* 1972), deutsch-schweizerische Schauspielerin
- Japp, Uwe (* 1948), deutscher Literaturwissenschaftler und Hochschullehrer
- Jappe, Anselm (* 1962), deutscher Philosoph
- Jappe, Elisabeth (1934–2021), deutsche Kunstkritikerin und Kunstwissenschaftlerin
- Jappe, Georg (1936–2007), deutscher Autor
- Jappe, Paul (1898–1989), US-amerikanischer American-Football-Spieler
- Jappert, Markus (* 1967), Schweizer Fussballspieler
- Jappont, Kassandra (* 1994), französisch-kongolesische Handballspielerin

### Japr
- Japrisot, Sébastien (1931–2003), französischer Journalist, Drehbuchautor und Schriftsteller

### Japu
- Japundža, Tena (* 1998), kroatische Handballspielerin
- Japundžić, Tijana (* 2002), serbische Sprinterin

### Japy
- Japy, Joséphine (* 1994), französische Schauspielerin